# Félix-Clair Ridel
Félix-Clair Ridel MEP (* 7. Juli 1830 in Chantenay-sur-Loire, Frankreich; † 20. Juni 1884 in Vannes, Frankreich) war ein französischer Bischof der Pariser Mission in Korea.

## Leben
Félix-Clair Ridel studierte am Priesterseminar in Nantes und an St-Sulpice in Paris. Am 19. Dezember 1857 empfing er in Paris die Priesterweihe für das Bistum Nantes. Er wollte eigentlich Missionar werden, gehorchte aber seinem Bischof und wurde Vikar in La Renaudière. Am 29. Juli 1859 trat er dann doch der Pariser Mission bei und reiste am 25. Juli 1860 nach Korea, wo die Verkündigung des Evangelium verkündet ist. Er kam am 31. März 1861 an und lernte in einem Dorf die Koreanische Sprache. Vom Leiter der Mission wurde er 1866 nach China gesandt, um über die ausgebrochene Verfolgung der Christen in Korea zu berichten. Er war einer von drei französischen Missionaren, der die koreanische Christenverfolgung 1866 überlebte.
Am 27. April 1869 ernannte ihn Papst Pius IX. zum Titularbischof von Philippopolis in Thrakien und Apostolischen Vikar von Korea. Am 5. Juni 1870 spendete Henri-Marie-Gaston Boisnormand de Bonnechose, der Erzbischof von Rouen, mit Assistenz von Emmanuel-Jean-François Verrolles, dem Apostolischen Vikar der Mandschurei, und Bernard-Thadée Petitjean, dem Apostolischen Vikar von Japan, ihm in der römischen Kirche Il Gesù die Bischofsweihe.
Er nahm am Ersten Vatikanischen Konzil teil. Nach der Weihe ging er in die Mandschurei und hielt sich in der Nähe der koreanischen Grenze auf. Im September 1877 gelang es ihm nach mehreren Misserfolgen, die Grenze nach Korea zu überqueren. Nach der Verfolgung und längerer Abwesenheit von Missionaren begann er mit dem Wiederaufbau Katholische Kirche in Korea. Am 28. Januar 1878 wurde er in Seoul verhaftet und blieb bis zum 5. Juni im Gefängnis. Danach wurde er aufgrund einer Intervention des französischen Botschafters in Peking und der chinesischen und japanischen Regierung nach China ausgewiesen. Er durfte nicht zurückkehren.
In den folgenden Jahren schrieb er eine  Grammatikbeschreibung und ein Wörterbuch für die koreanische Sprache. Es gab Anfragen, ob die Werke ins Deutsche oder Englischen übersetzt werden dürften. Beides lehnte er aus Patriotismus ab. 1882 wurde er in Nagasaki gefangen genommen und nach Frankreich zurückgeschickt. Er starb in Vannes und wurde auf dem dortigen Friedhof begraben.